# Spišský Štiavnik (przystanek kolejowy)
Spišský Štiavnik – przystanek kolejowy we wsi Spišský Štiavnik w kraju preszowskim na linii kolejowej nr 180 na Słowacji.